# Coming Out Party
Coming Out Party (Brasil: Beijos e Segredos) é um filme norte-americano de comédia e drama de 1934, dirigido por John G. Blystone e escrito por Jesse L. Lasky, Jr. e Gladys Unger. O filme é estrelado por Frances Dee, Gene Raymond, Alison Skipworth, Nigel Bruce, Harry Green e Gilbert Emery. Foi lançado nos EUA em 9 de março de 1934 pela Fox Film Corporation.

## Elenco
- Frances Dee como Joyce 'Joy' Stanhope
- Gene Raymond como Chris Hansen
- Alison Skipworth comos Miss Gertrude Vanderdoe
- Nigel Bruce como Troon
- Harry Green como Harry Gold
- Gilbert Emery como Herbert Emerson Stanhope
- Marjorie Gateson como Mrs. Ada Stanhope
- Phillip Trent como Jimmy Wolverton
- Jessie Ralph como Nora
- Germaine De Neel como Louise
- Paul Porcasi como o gerente
- Jean De Briac como o francês